# 中村敦子
中村 敦子（なかむら あつこ、1962年8月22日 - ）は、日本の女優。東京都出身。

## 人物・来歴
- 明治大学政治経済学部卒業
- 劇団若草出身

## 出演

### 映画
- あげまん（1990年6月2日、東宝）
- ミンボーの女（1992年5月16日、東宝）
- 武闘の帝王（1993年9月20日、ヒーロー）
- スーパーの女（1996年6月15日、東宝）
- 恋は舞い降りた。（1997年5月17日、東宝）
- カンゾー先生（1998年10月17日、東映）
- 虹の岬（1999年4月3日、東宝）
- 洗濯機は俺にまかせろ（1999年4月24日、ボノボ＝スターポート）- 加藤笑美子 役
- お受験 OJUKEN（1999年7月3日、松竹）- アインシュタイン生徒の母C 役
- しあわせ家族計画（2001年2月10日、松竹）
- Deep Love アユの物語（2004年4月3日、ZAVN）
- 大日本人（2007年6月2日、松竹）- あずさママ 役
- 黒帯 KURO-OBI（2007年10月13日、クロックワークス）
- 遠くて近い友

### テレビドラマ
- 真夜中は別の顔（1992年1月9日 - 3月12日、ANB）
- 八代将軍吉宗（1995年1月8日 - 12月10日、NHK総合）
- 金曜エンタテイメント「中島らもの変なお父さん(1)・お父さんのロックンロール」（1995年6月16日、CX）
- 月曜ドラマスペシャル「向田邦子新春シリーズ・響子」（1996年1月8日、TBS）
- Age,35 恋しくて 第7話「夫婦、最悪の瞬間」（1996年5月30日、CX）
- はぐれ刑事純情派（ANB）
  - 第9シリーズ 第25話最終回SP「冤罪!?多重人格者の妻！辞表を出した安浦刑事」（1996年9月25日）
  - 第10シリーズ 第16話「結婚サギ！ 素顔を消した女」（1997年7月16日）
  - 第12シリーズ 第25話「死体は整形していた!? 夫をほめる女」（1999年9月15日）
  - 第13シリーズ 第14話「花に殺意を!? 嫉妬する女！」（2000年7月5日）
- はみだし刑事情熱系（ANB → EX）
  - 第1シリーズ 第5話「狙われた女刑事！」（1996年11月13日）
  - 第8シリーズ(最終章) 第5話「折り鶴の涙 奪われた娘の未来…」（2004年5月12日）- 坂本祐子 役
- 超光戦士シャンゼリオン 第34話「友情ええやないか」（1996年11月20日、TX）- マネージャー 役
- お天気お姉さん2 リョーコPuriPuri（1997年2月22日 - 3月29日、ANB）
- 木曜の怪談'97「魔法じかけのフウ」（1997年7月3日 - 8月14日、CX）
- 金のたまご（1997年7月3日 - 9月18日、TBS）
- 女たちの聖戦（1997年10月26日 - 11月16日、NHK BS）
- タブロイド 第7話「大暴発！ えん罪の男」（1998年11月25日、CX）- 久喜の隣人 役
- アフリカの夜 第1話「置きざり花嫁と整形逃亡」（1999年4月15日、CX）
- 危険な関係（1999年10月14日 - 12月23日、CX）
- 新・天までとどけ 第1シリーズ（1999年12月13日 - 2000年3月17日、TBS）
- 昨日の敵は今日の友（2000年1月5日 - 2月9日、NHK総合）
- やまとなでしこ 第9話「彼女が泣いた夜」（2000年12月4日、CX）- 魚春の客達 役
- お前の諭吉が泣いている（2001年1月11日 - 3月15日、ANB）
- カバチタレ! 第3話「あっ！と驚くいい男とカレーうどん」（2001年1月25日、CX）- 横山正輝の妻 役
- 虹色定期便 第5シリーズ（2001年4月11日 - 2002年3月6日、NHK教育）- 雄樹の母 役
- 火曜サスペンス劇場「親父」（2002年1月29日、NTV）
- 恋のバカヤロー!（2002年10月23日 - 2003年9月3日、TBS）※再現ドラマ
- 最後の弁護人（2003年1月15日 - 3月19日、NTV）
- ビギナー Beginner 第7話「アンパンは誰が食べた？」（2003年11月17日、CX）- 女性X 役
- 理由（2004年4月29日、WOWOW）
- 離婚弁護士Ⅱ〜ハンサムウーマン〜 第2話「壮絶慰謝料合戦」（2005年4月26日、CX）
- ドラゴン桜 第1シリーズ 第9話「信じろ！ 成績は必ず上がる！」（2005年9月2日、TBS）
- 相棒（EX）
  - season5 第12話「狼の行方」（2007年1月10日）- 増田彩乃 役
  - season10 第2話「逃げ水」（2011年10月26日）- 簡易宿泊所の女主人 役
- 貧乏男子 ボンビーメン第2話「ボンビーメンvs買い過ぎ女」（2008年1月22日、NTV）
- 土曜ワイド劇場（EX・ABC）
  - 「遺品の声を聴く男(1)」（2009年5月16日）- 佐藤紀代美 役
  - 「検事・朝日奈耀子(12)」（2012年6月2日）- 矢島利江 役
- わが家の歴史 第三夜「一家を襲う最大危機 感動最終章」（2010年4月11日、CX）
- Wの悲劇 第2話「資産2000億の女帝」（2012年5月3日、EX）
- ダブルス〜二人の刑事 第6話「涙の捜査… 銃口は相棒に向いた」（2013年5月23日、EX）
- 恋するイヴ（2013年12月24日、NTV）
- 戦力外捜査官 第8話「世にも奇妙な珍事件！ 刑事も犯人も、お腹もすけば恋もする」（2014年3月1日、NTV）
- ワイルド☆ヒーローズ WILD HEROES（2015年4月19日 - 6月21日、NTV）
- 金曜プレミアム「名探偵 神津恭介(2)・呪縛の家」（2015年7月10日、CX）
- ホテルコンシェルジュ 第7話「家族の絆と涙の結婚式」（2015年8月18日、TBS）
- レンタル救世主 第4話「秘密がバレた…。その時妻は」（2016年10月30日、NTV）
- 高嶺の花（2018年7月11日 - 9月12日、NTV）
- 昭和元禄落語心中（2018年10月12日 - 12月14日、NHK総合）
- 白衣の戦士!（2019年4月10日 - 6月19日、NTV）
- 監察医 朝顔 第1シリーズ 第3話「身元不明遺体が4体…意外な真実!?」（2019年7月29日、CX）
- 私たちはどうかしている 第1話「美しくスリリングな和菓子の世界の幕開け！ 波乱に満ちた２人の運命が動きだすーー！」（2020年8月12日、NTV）- 梅田の母 役
- 初恋の悪魔 第8話「ぼくが殺されるかどうか見張っててください」（2022年9月10日、NTV）- 清掃員 役
- 正義の天秤 season2（2023年5月6日 - 6月3日、NHK総合）
- さわやか3組（NHK教育）
- 中学生日記（NHK教育）
- ５んドラ 第4話「ピストルを持つ男」（NHKワンセグ2）

### 舞台
- 仮名手本忠臣蔵
- 十三の砂山
- 小栗判官と照手姫
- ムーンライトスノーもう一度だけさよなら
- 大臣候補

### CM
- サニックス
- アルバイトニュース

### PV
- スネオヘアー「言いたいことはいつも」
- ミドリカワ書房「Gメン」